# Josep Gudiol i Cunill

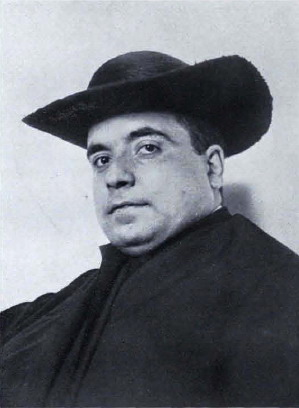
Josep Gudiol i Cunill (1931)

Josep Gudiol i Cunill (* 26. Dezember 1872 in Vic; † 10. April 1931 ebenda) war ein katalanischer katholischer Geistlicher und Kunsthistoriker. Er war einer der Protagonisten der nationalen und kulturellen Renaissance, die sich Ende des 19. Jahrhunderts in Katalonien vollzog.

## Leben und Werk
Josep Gudiol i Cunill wurde am 26. Dezember 1872 in Vic in eine wohlhabende Familie hineingeboren. Er führte das elterliche Unternehmen nicht weiter und beschloss 1885 sich im Priesterseminar von Vic einzuschreiben. Er stand bereits zu seinen Studienzeiten in engem Kontakt mit dem Literarischen Zirkel von Vic („Cercle Literari de Vic“), der die von Bischof Josep Morgades i Gili durchgeführte Gründung des Bischöflichen Museums von Vic unterstützte und förderte. Das Museum umfasste von Anfang an bedeutende mittelalterliche Kunstwerke aus Katalonien. Josep Gudiol wurde 1896 zum Priester geweiht, blieb aber immer in engem Kontakt zu dem Bischöflichen Museum und wurde 1898 dessen Kurator.
Josep Gudiol beschrieb in den Jahreschroniken des Museums die Objekte, die das Museum erwarb. Er absolvierte für diese Arbeiten ein Studium der Archäologie, Kunst und Geschichte, das er mit einem Magistergrad abschloss. Die Veröffentlichung der Nocions d’arqueologia sagrada catalana (1902, „Grundzüge der sakralen Archäologie in Katalonien“) öffnete Josep Gudiol den Zugang zu archäologischen Gesellschaften und Akademien. Gudiol veröffentlichte in der Lokalpresse von Vic, im Butlletí del Centre Excursionista de Vic, in der Zeitschrift La Veu de Catalunya und in Fachzeitschriften zahlreiche Artikel zu lokalen Kunst- und Kulturthemen. Für sein Werk L'arqueologia litúrgica de la província eclesiàstica tarraconense erhielt er 1917 den Martorell-Preis. Manche Artikelreihen veröffentlichte er unter dem Pseudonym Just Cassador.
Später veröffentlichte er Els trescentistes (1924), ein Werk über gotische Malerei in Katalonien, Monographien über mittelalterliche Maler wie Mestre Joan Gascó (1907), El pintor Lluís Borrassà (1925) und unter dem Titel Els primitius drei Bände zur romanischen Malerei in Katalonien (1927). Darüber hinaus veröffentlichte er einen Katalog über Die Gläser der Sammlung Amatller (1925) und den Katalog der Manuskripte des Bischöflichen Museums von Vic (1934). Er gab zahlreiche Monographien zu historischen und kunsthistorischen Themen heraus, die sich häufig auf Vic und das Bischöfliche Museum bezogen.
Josep Gudiol war 1907 an den Feldstudien zur Rettung der romanischen Freskenmalereien im Vall de Boí beteiligt.
Josep Gudiol war korrespondierendes Mitglied der Academia de la Historia (1917) und der Academia de Bellas Artes (1920) in Madrid. Er war korrespondierendes Mitglied des Institut d’Estudis Catalans (1921). Er gewann für seine kunstwissenschaftlichen Arbeiten große Achtung in Frankreich und in Deutschland. 1927 kulminierte dies in der Verleihung der Ehrendoktorwürde durch die Universität Bonn. 1929 wirkte Gudiol als Vorsitzender der Jocs Florals von Barcelona. Josep Gudiol litt in seinen letzten Lebensjahren an einer Parkinsonerkrankung, die ihm seine Arbeit schwer und zum Schluss unmöglich machte. Er verstarb am 10. April 1931 in Vic.